# A Thing Called Love
A Thing Called Love è il ventunesimo album in studio dell'artista country statunitense Johnny Cash, pubblicato nel 1972 dalla Columbia Records.

## Descrizione
La canzone del titolo, scritta da Jerry Reed, venne pubblicata con successo su singolo (con Daddy come B-side, ancora inedita su CD), raggiungendo la seconda posizione nelle classifiche country; due altri singoli si piazzarono bene anch'essi, mentre l'album stesso raggiunse il numero 2 nella classifica country statunitense. A Thing Called Love fu ri-registrata da Cash per il disco Classic Cash: Hall of Fame Series del 1988, mentre Tear Stained Letter verrà da lui ripresa in American IV: The Man Comes Around (2002). La canzone Kate presente nell'edizione canadese dell'album è una versione completamente differente con un testo diverso rispetto alla versione statunitense.

## Tracce
1. Kate – 2:22 (Marty Robbins)
2. Melva's Wine – 2:55 (Vincent Matthews)
3. A Thing Called Love – 2:36 (Jerry Reed Hubbard)
4. I Promise You – 2:58 (Cash)
5. Papa Was a Good Man – 2:38 (Hal Bynum)
6. Tear Stained Letter – 2:45 (Cash)
7. Mississippi Sand – 3:08 (June Carter Cash)
8. Daddy – 2:54 (Don Reid, Harold Reid)
9. Arkansas Lovin' Man – 2:51 (Red Lane)
10. The Miracle Man – 3:30 (Cash, Larry Lee)

## Formazione
- Johnny Cash – voce, chitarra
- Carl Perkins, Bob Wootton, Jerry Shook, Ray Edenton, Tommy Allsup – chitarre
- Marshall Grant – basso
- Charlie McCoy – armonica
- W.S. Holland – batteria
- Bill Pursell – piano
- Larry Butler – piano, produzione
- The Evangel Temple Choir, The Carter Family – cori